# Wykolejenie

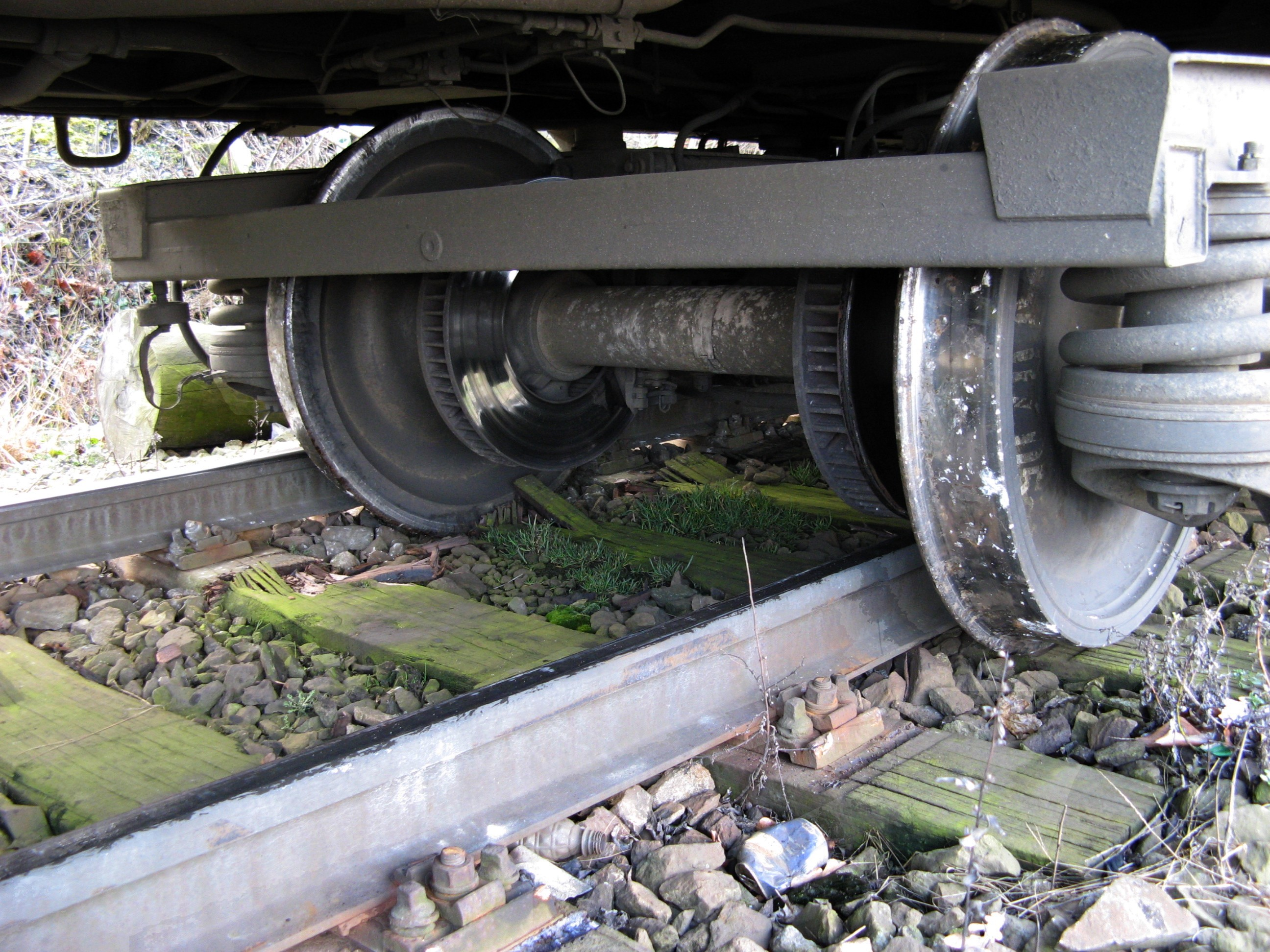
Wykolejenie przy niewielkiej prędkości

Wykolejenie – sytuacja w ruchu pojazdów szynowych polegająca na trwałej utracie kontaktu powierzchni tocznej koła taboru kolejowego z powierzchnią toczną główki szyny, bez względu na to, czy po wykolejeniu koło znajduje się poniżej, czy powyżej główki szyny.

## Wykolejenia wypadkowe i celowe

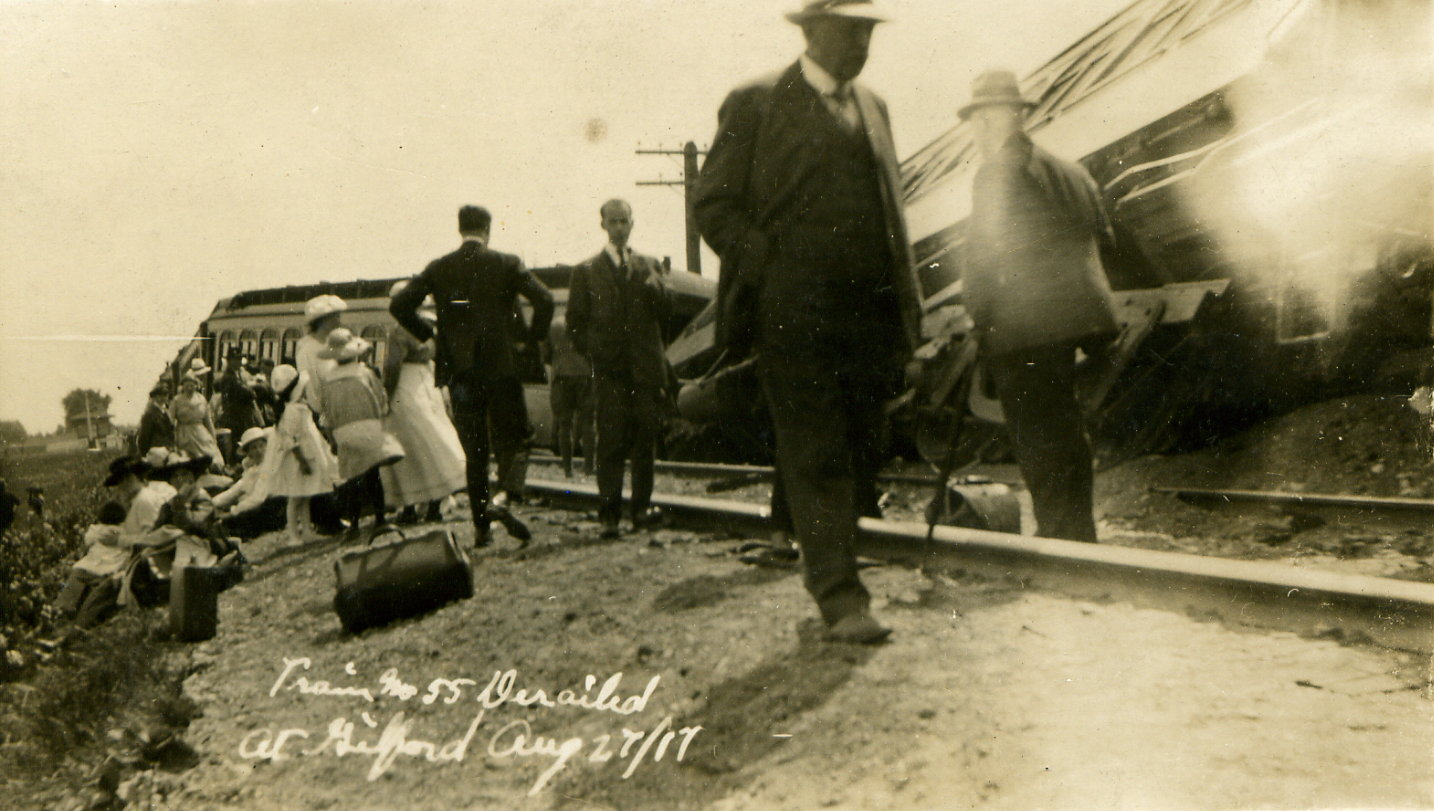
Wykolejony pociąg w Ontario, 1917

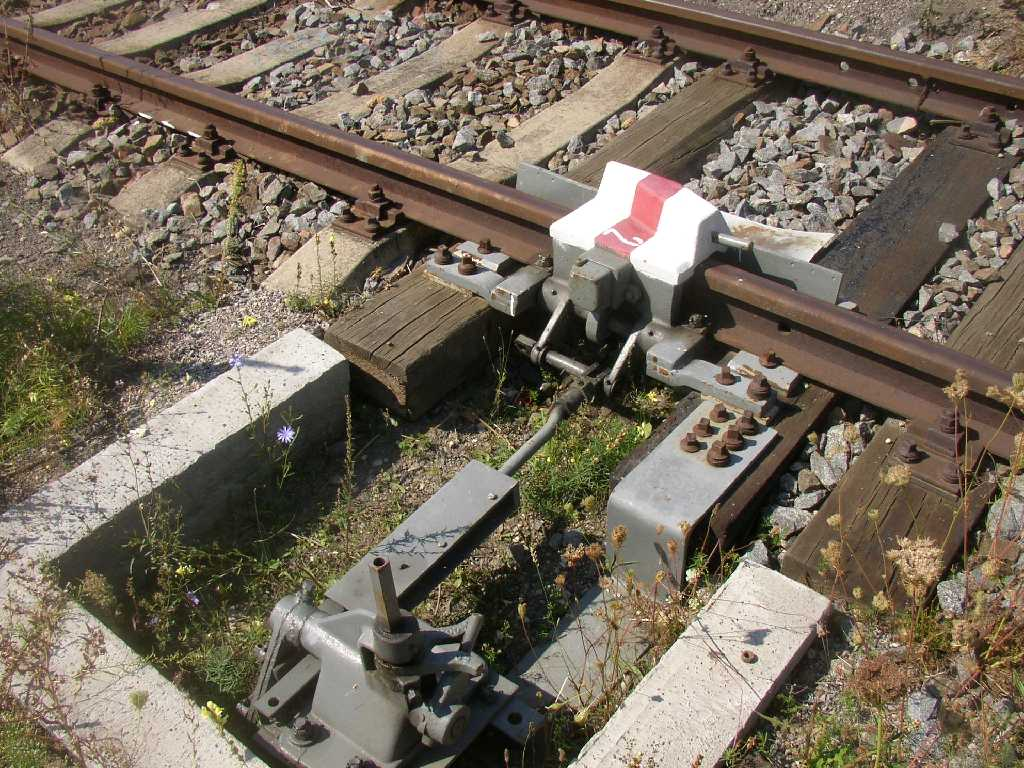
Wykolejnica

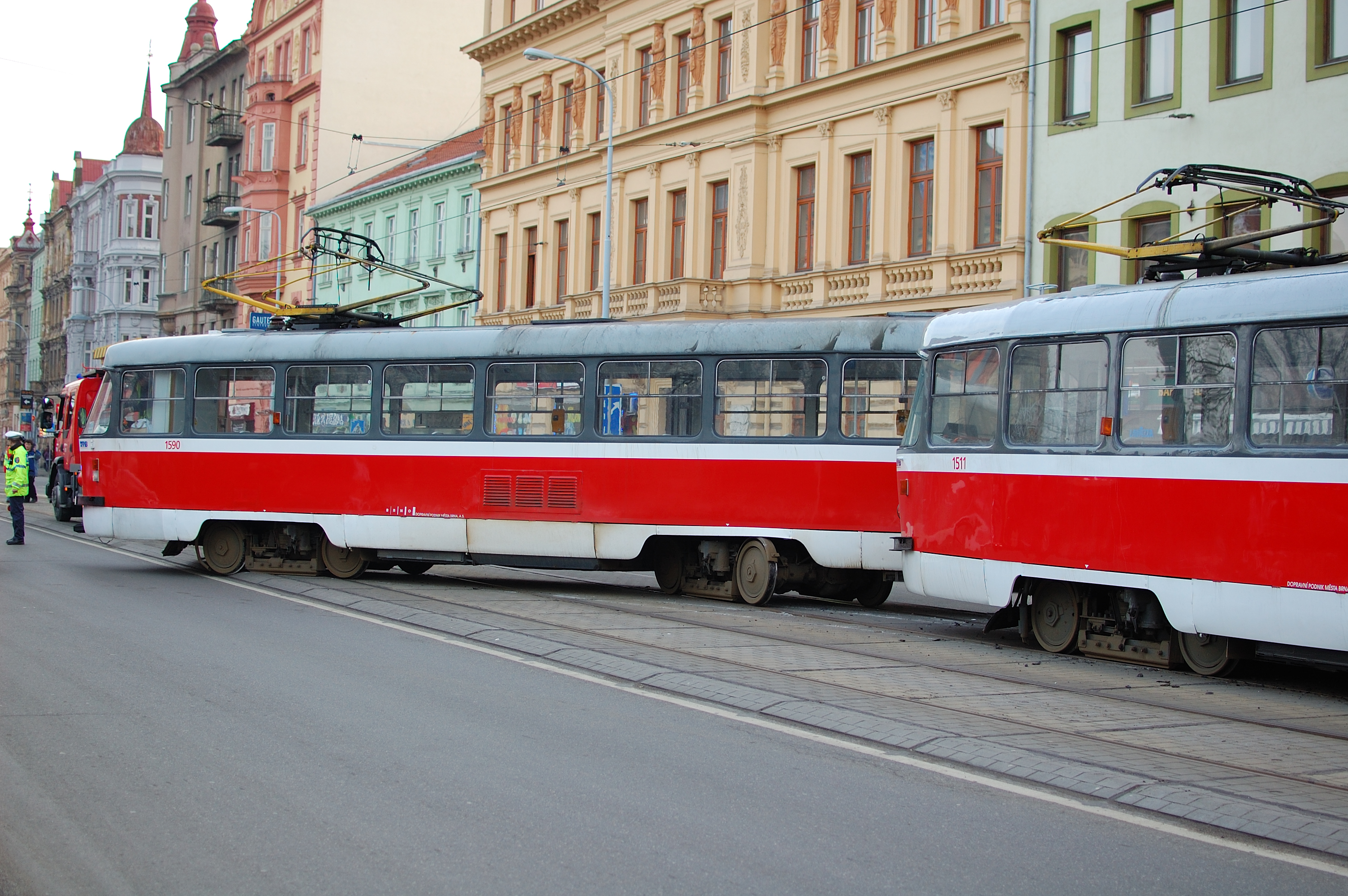
Wykolejenie tramwaju w Brnie

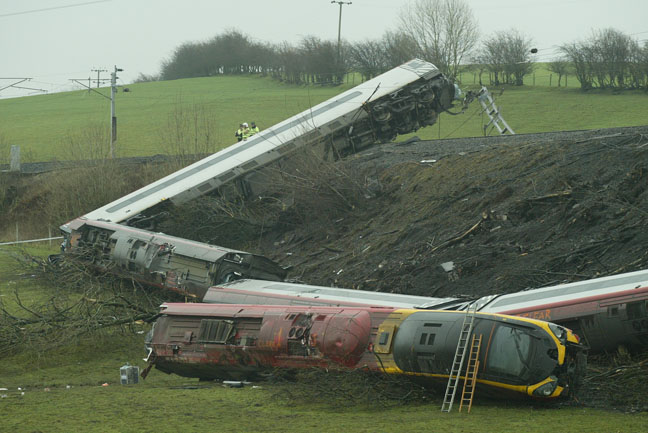
Wykolejenie brytyjskiego pociągu dużej prędkości Pendolino w Grayrigg, 23 lutego 2007

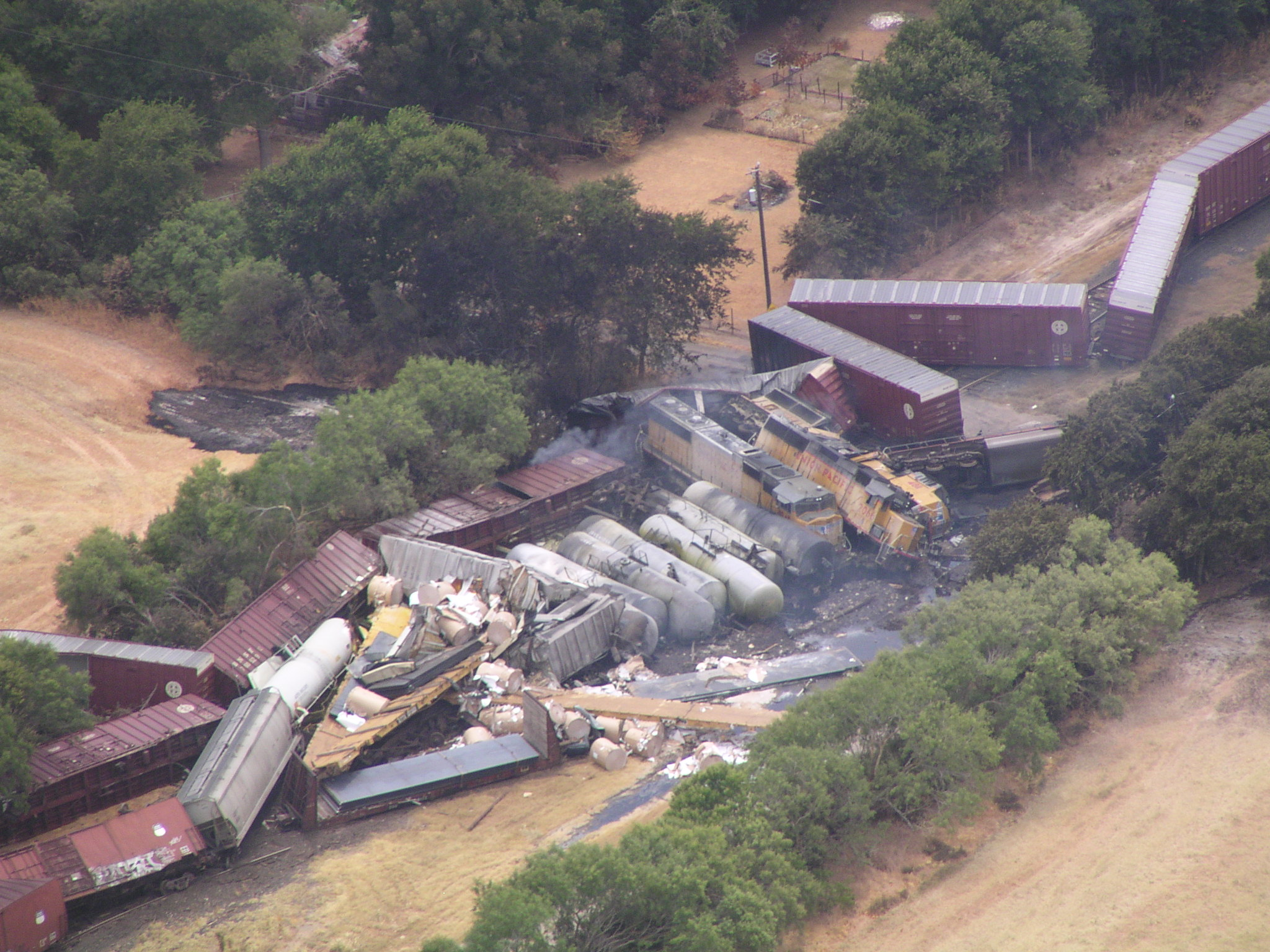
Wykolejenie amerykańskiego pociągu w Teksasie, 2004

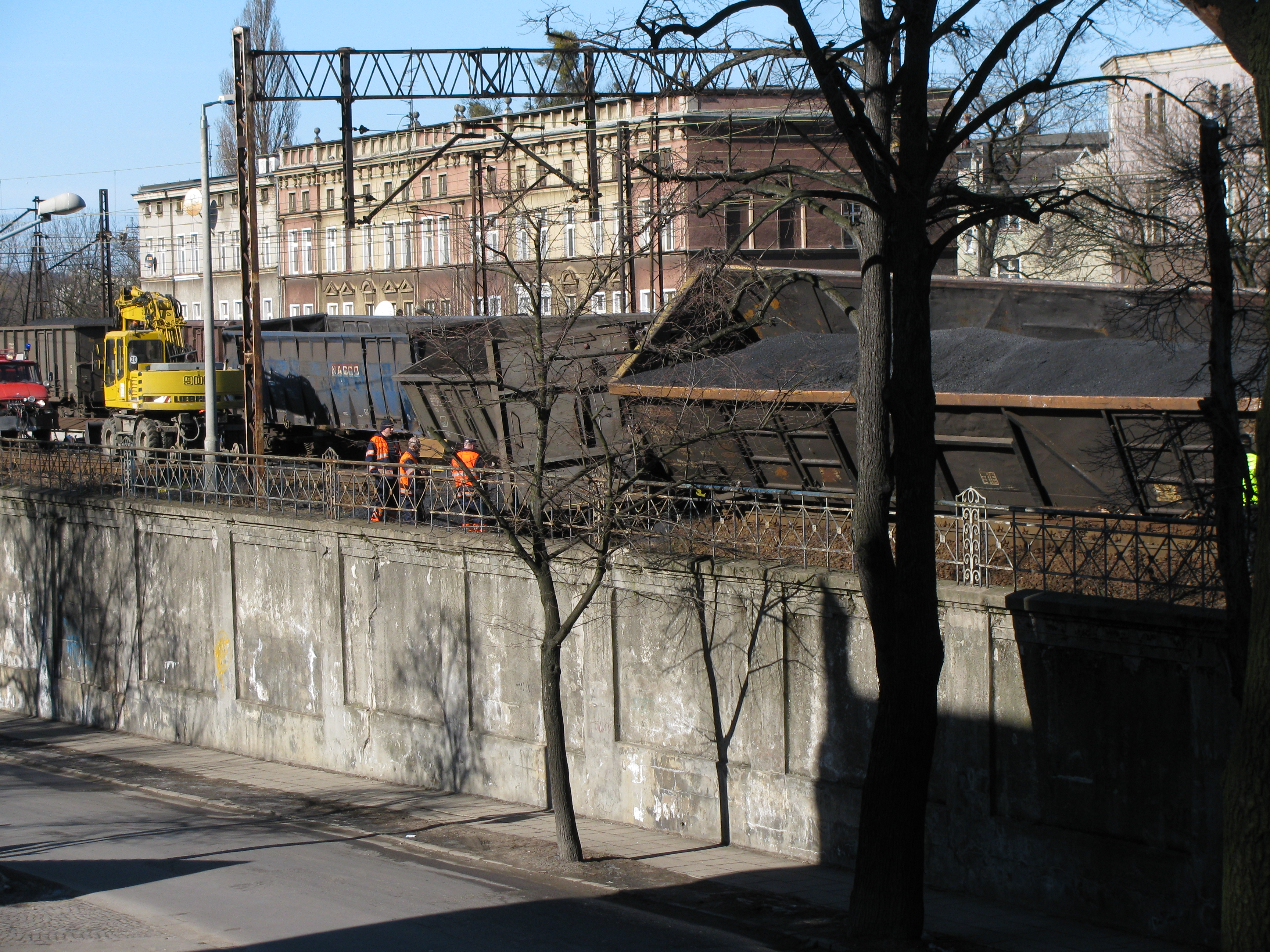
Wykolejony pociąg towarowy na linii nr 202 w Gdańsku Wrzeszczu, 7 marca 2011

Wykolejenie taboru szynowego może być następstwem wypadku albo innego wydarzenia mającego wpływ na współpracę zestawów kołowych z powierzchnią toczną szyn, powodującego nieodwracalną utratę kontaktu tych elementów i zakłócającego prawidłowe toczenie się kół po szynach. Zasadniczą przyczyną wykolejeń jest nieprawidłowa geometria toru kolejowego, usterka części biegowych taboru, koincydencja tych nieprawidłowości, albo ciało obce uniemożliwiające prawidłowy bieg koła po szynie.
Wykolejenie w ruchu kolejowym może mieć także charakter celowy i zamierzony. Dla zapewnienia bezpieczeństwa ruchu kolejowego na torach bocznych łączących się z torami głównymi stosowane są w razie potrzeby wykolejnice obsługiwane zdalnie bądź na miejscu przez personel zarządzający ruchem kolejowym, których zadaniem jest wykolejenie taboru w przypadku jego nieuprawnionego ruchu i niebezpieczeństwa wjazdu w drogę przebiegu innego składu (pociągu, albo grupy manewrowej). Pomimo następstw takiego celowego wykolejenia na wykolejnicy, zminimalizować można potencjalne następstwa niedozwolonego ruchu taboru.
Wykolejenie może także nastąpić wskutek jazdy dwutorowej taboru w przypadku zmiany położenia zwrotnicy pod taborem, podczas jego jazdy przez rozjazd. Sytuacja taka skutkuje tym, iż tabor kierowany jest na dwa tory jednocześnie. Do pewnego momentu (w zależności od konstrukcji taboru i rozjazdu) wykolejenie nie następuje, ale po przekroczeniu określonego punktu dalsza jazda dwutorowa jest niemożliwa i skutkuje wykolejeniem. Sytuacja taka miała miejsce podczas katastrofy kolejowej w Reptowie. Jazda dwutorowa i wykolejenie pociągu pospiesznego nastąpiło przy prędkości około 116 km/h.
Aby ograniczyć następstwa wykolejeń na obiektach inżynierskich w torze układane są specjalne prowadnice wykonane ze stalowych kształtowników albo szyn. Ich zadaniem jest niedopuszczenie do wykolejenia taboru mogącego uszkodzić dany obiekt inżynierski. Prowadnice te spełniają swoją funkcję przy wykolejeniach zachodzących przy stosunkowo niewielkich prędkościach wykolejającego się taboru.

## Wkolejanie taboru wykolejonego przy niewielkich prędkościach
W przypadku wykolejenia taboru przy niewielkiej jego prędkości – rzędu kilku lub kilkunastu kilometrów na godzinę – i następstw wykolejenia, które nie dyskwalifikują do dalszej eksploatacji ani taboru, ani toru na którym nastąpiło wykolejenie, możliwe jest wkolejenie taboru, czyli ponowne wstawienie na szyny. Do zrealizowania tego celu przeznaczone są przenośne wkolejnice torowe.
Wkolejnica torowa to rodzaj stalowej prowadnicy o wzmocnionej konstrukcji podkładanej pod wykolejone koło, umożliwiającej wprowadzenie kół wykolejonego taboru na szyny. Stosowane są wkolejnice zewnętrzne, wewnętrzne albo dwustronne – w zależności od tego, czy wkolejane jest koło znajdujące się pomiędzy tokami szynowymi, czy też na zewnątrz toków szynowych. Wkolejnice zasadniczo mogą być użyte do wkolejania próżnego taboru towarowego lub lekkich pojazdów pomocniczych.
W przypadku niemożności użycia wkolejnicy (wykolejenie ciężkiego taboru – lokomotywy, wagonu towarowego ładownego) do wkolejenia może być użyty specjalistyczny podnośnik hydrauliczny o odpowiedniej wytrzymałości i konstrukcji umożliwiającej uniesienie taboru na dostateczną wysokość, a następnie jego przesunięcie i ustawienie na szynach.
Wkolejnice są wyposażeniem pociągów ratunkowych i są używane przez personel zajmujący się usuwaniem skutków wykolejeń.
W przypadku taboru tramwajowego, ze względu na specyficzną jego konstrukcję (utrudniony dostęp do podwozia) wykolejony tabor zasadniczo wstawiany jest na tory przy użyciu dźwigów samochodowych.

## Wykolejania uniemożliwiające wkolejenie
W przypadku wykolejenia taboru kolejowego przy wyższych prędkościach uszkodzenia spowodowane zarówno w torze, jak i w samym taborze na ogół dyskwalifikują go do dalszej eksploatacji, uniemożliwiając ponowne jego wkolejenie. Następstwem wykolejeń spowodowanych znaczną energią kinetyczną są deformacje toru, zniszczenie urządzeń zabezpieczenia ruchu kolejowego, sieci trakcyjnej i uszkodzenia taboru.
Wykolejenia tego rodzaju wymagają gruntownej naprawy infrastruktury kolejowej, a wykolejony tabor w wyniku uszkodzeń najczęściej kwalifikuje się do kasacji.